# Andri Syahputra
Andri Syahputra Sudarmanto (Lhokseumawe, 29 giugno 1999) è un calciatore indonesiano naturalizzato qatariota, centrocampista dell'Al-Mu'aidar.

## Caratteristiche tecniche
È un trequartista.

## Carriera

### Club
Ha giocato nella prima divisione qatariota con la maglia dell'Al-Gharafa, con cui ha disputato anche 6 partite in AFC Champions League 2022.

### Nazionale
Con la nazionale Under-20 qatariota ha preso parte al campionato mondiale di calcio Under-20 2019.

## Palmarès

### Club

#### Competizioni nazionali
- Coppa delle Stelle del Qatar: 2

Al-Gharafa: 2017-2018, 2018-2019